# Živina
Živina so v splošnem tiste udomačene živali, ki jih človek goji za kmetijsko rabo, bodisi za delo, bodisi za pridobivanje dobrin, kot so hrana in surovine za predelavo. Izraz ni povsem natančno definiran in lahko vključuje samo prežvekovalce (govedo, ovce, koze idr.) ali še druge živali. Tako v Sloveniji za namen statistične obdelave podatkov o živinoreji kot živino obravnavamo govedo, prašiče, drobnico (ovce in koze) ter perutnino (kokoši, purani, race in drugi udomačeni ptiči), v ZDA pa med živino uvrščajo tudi konje, medtem ko perutnine ne.
Panogi kmetijstva, ki se ukvarja z rejo živine, pravimo živinoreja. Ta je del sodobnega kmetijstva v večini svetovnih kultur vse od začetka prehoda civilizacije z lova in nabiralništva. Reja živine se v zadnjih desetletjih močno intenzivira, da zadošča zahtevam naraščajočega števila ljudi po hrani živalskega izvora. Po oceni zdaj biomasa živine, kjer prevladujejo govedo in prašiči, za velikostni razred presega biomaso vseh divjih sesalcev na svetu. Intenzivna živinoreja močno poveča učinkovitost, hkrati pa ima negativne vplive na dobrobit živali, okolje in javno zdravje, zaradi česar je predmet intenzivne javne razprave.